# Comuna Troian, Loveci
Troian (în bulgară Троян) este o comună în regiunea Loveci, Bulgaria, formată din orașul Troian și 35 de sate. 

## Localități componente

### Orașe
- Troian

### Sate
| - Baba Stana - Balabansko - Balkaneț - Beli Osăm - Beliș - Borima - Cerni Osăm - Ciflik - Debnevo - Dobrodan - Dreanska - Dălbok Dol | - Gabărska - Goleama Jeleazna - Gorno Trape - Gumoștnik - Ivanșnița - Jeravița - Kalcevska - Kaleița - Lakarevo - Leșko Presoi - Lomeț | - Milencea - Oreșak - Patreșko - Radoevskoto - Raikovska - Selțe - Staro Selo - Stoinovskoto - Strugăt - Terziisko - Vrabevo - Șipkovo |

## Demografie
Componența etnică a comunei Troian
     Turci (2,65%)
     Romi (1,03%)
     Bulgari (85,08%)
     Nicio identificare (11,01%)
     Altele (0,21%)
La recensământul din 2011, populația comunei Troian era de 32.399 locuitori. Din punct de vedere etnic, majoritatea locuitorilor (85,08%) erau bulgari, existând și minorități de turci (2,65%) și romi (1,03%). Pentru 11,01% din locuitori nu este cunoscută apartenența etnică.